# Maatje (inhoudsmaat)
Een maatje is een oude inhoudsmaat.
Voor granen was 1 maatje gelijk aan 2 spint, soms echter ook wel 1/8 spint.
Na 1820 werd een maatje in Nederland gelijkgesteld aan 0,001 mud voor droge waren, dus 0,1 liter of 1 deciliter; en 0,001 vat voor natte waren. Het vat was dan gelijkgesteld aan 1 hectoliter.
Sinds 1869 wordt de eenheid niet meer gebruikt.